# Steve Williams (brytyjski perkusista)
Steve Williams (ur. 17 września 1953 w Caerphilly, Walia) – brytyjski perkusista rockowy znany z długoletniej współpracy z zespołem Budgie. Występuje z nią od 1974 do chwili obecnej z małą przerwą w późnych latach '80. Wielokrotnie bywał w Polsce.
Karierę rozpoczynał w mało znanej grupie Quest, w której występował również gitarzysta Myf Isaac, poproszony przez Williamsa o dołączenie do Budgie w 1975 roku.
Steve Williams, jak sam zaznacza, ma niewielki wpływ na muzykę Budgie, jednak znany jest jego znaczny udział w kompozycji Hellbender z płyty Power Supply (1980). Zarówno muzyka jak i tytuł zostały stworzone przez muzyka, a tytuł nawiązuje do hobby Steve'a, którym jest kolekcjonowanie węży, jaszczurek oraz innych gadów i płazów. Hellbender w języku polskim odnosi się do diabła błotnego.